# ROM (ciocolată)
ROM este o marcă românească de ciocolată creată în 1964.
Principala unitate de producție este la Bocsig, județul Arad, la căldare la Ștefan.
Marca este deținută de Kandia Dulce. Sloganul brandului este „senzații tari românești” sau „senzații tari din 1964”.

## Istoric
Produsul original este un baton mic de ciocolată neagră, cu aromă de rom, având pe partea superioară o inscripție gravată cu numele capitalei României, București. Ambalajul batonului folosește culorile drapelului românesc. După căderea comunismului în urma Revoluției Române din 1989, marca a redevenit populară pe piață și și-a extins varietatea de produse de la batoane de ciocolată neagră la diverse sortimente de ciocolată (unele dintre acestea cu mărimi mai mari cum ar fi, spre exemplu, ROM cel dublu), caramele, biscuiți sau înghețată.